# Melanocetus niger
A Melanocetus niger a csontos halak (Osteichthyes) főosztályának sugarasúszójú halak (Actinopterygii) osztályába, ezen belül a horgászhalalakúak (Lophiiformes) rendjébe és a Melanocetidae családjába tartozó faj.

## Előfordulása
A Melanocetus niger a Csendes-óceán keleti részén él, Chile közelében.

## Megjelenése
Hossza elérheti a 11 centimétert.

## Életmódja
A Melanocetus niger mélytengeri horgászhalfaj.
Az emberre nézve ártalmatlan.